# 豪利大厦
豪利大廈（英語：Oxley Towers），亦稱奧克斯利大廈，位於馬來西亞吉隆坡城中城，是由三棟住商大樓混合的綜合體，毗鄰吉隆坡雙峰塔，其中最高樓樓高345.0公尺，共78樓，係馬來西亞第五高建築及擁有全球最高的露天游泳池，距地面325米。該綜合體包含兩層樓的零售廣場；一座29層的分層辦公大樓；78層高的SO/索菲特豪華酒店和服務式公寓 (So Sofitel)；49層高的朱美拉豪華酒店 (Jumeirah)和寶石服務式公寓 (Jewel)。